# Ian McEwan
Pour les articles homonymes, voir McEwan.
Ian McEwan, né le 21 juin 1948 à Aldershot, est un romancier et scénariste britannique.

## Biographie
Ian McEwan passe une grande partie de sa jeunesse en Extrême-Orient à Singapour, en Afrique du Nord (en Libye), et en Allemagne, où son père, officier écossais dans l’armée britannique, était en poste. Il fait ses études à l’université du Sussex et l’université d'East Anglia, où il est le premier diplômé du cours d’écriture créative créé par Malcolm Bradbury.
Dès le début des années 1980, Ian McEwan s’impose sur la scène littéraire britannique avec deux recueils de nouvelles : First Love, Last Rites (1975) et In-Between the Sheets (1978). Ces deux recueils sont traduits de manière incomplète en France en un seul volume intitulé Premier amour, derniers rites. McEwan s’y montre fasciné par la perversion et l’interdit. Il explore tous les fantasmes les plus bizarres de la sexualité, les outrances et les excès auxquels l’amour peut conduire : crimes passionnels, crimes sadiques… Avec lui, le mal rôde sous le masque de la banale réalité quotidienne, remettant en question la normalité et l’innocence. First Love, Last Rites (1975) remporte le prix Somerset-Maugham en 1976.
Viendront ensuite des romans et de nombreuses pièces radiophoniques. Le Jardin de ciment (The Cement Garden, 1978) met en scène l’enfance marginale vue à travers la narration d’orphelins qui ont enfoui dans du ciment le cadavre de leur mère. Un bonheur de rencontre raconte une histoire d’amour ordinaire qui se termine par un crime pervers. L'Enfant volé (The Child in Time), publié en 1987, évoque la difficulté pour des parents de surmonter le rapt de leur enfant. De multiples personnages et intrigues secondaires se greffent sur le drame qui se présente à la fois comme une satire féroce des institutions anglaises et une méditation sur l’enfance et le temps. Le roman se voit récompensé par le prix Fémina étranger en 1993.
Sans abandonner sa prédilection pour la déviance, McEwan se met ensuite à écrire des récits ancrés dans une période particulière et soucieux d’histoire récente. L’Innocent (The Innocent or The Special Relationship, 1990) décrit le cheminement de l’innocence au crime le plus atroce, sur fond d’espionnage dans le Berlin de l’après-guerre. Dans Les Chiens noirs (Black Dogs, 1992), le narrateur tente d’écrire l’histoire de ses beaux-parents, deux personnages emblématiques des illusions et désillusions d’une époque. Ballotté entre les deux versions que ceux-ci défendent, le biographe est animé d’un désir de vérité qui, au-delà de son sujet déclaré, le concerne lui-même.
L’univers de McEwan est un monde sordide où règne un malaise permanent. Entre le thriller et le roman psychologique, Délire d’amour (Enduring Love, 1997), sommet d’humour noir et de cruauté, évoque les affres de l’obsession et l’ambiguïté qui s’installe entre l’obsédé et l’objet de son obsession. Dans ce roman, où les personnages sont poussés dans leurs derniers retranchements, l’amour s’avère plus dangereux que la haine. L'auteur met en scène un personnage atteint du syndrome de Clérambault. 
En 1998, l’auteur reçoit le prix Booker pour Amsterdam, roman où s’affrontent quatre notables : le mari et les trois amants d’une femme décédée.
Avec Expiation (Atonement, 2001), Ian McEwan s’interroge sur le pouvoir de manipulation des écrivains : une romancière écrit qu’enfant, elle a accusé de viol l'amant de sa sœur. Son histoire mêle deux histoires tragiques : celle d’un bonheur brisé et celle d’une innocence perdue. En 2007, il participe en tant que producteur exécutif au film réalisé par Joe Wright, avec James McAvoy, Keira Knightley, Saoirse Ronan et Romola Garai, sur le scénario de Christopher Hampton.
Insolite et insolente, provocatrice, hautement originale, l’œuvre de Ian McEwan surprend par ses tours de force de concision et d’humour. L’auteur joue avec les énigmes qui sont l’essence de la narration. Tous ses romans affichent une parenté lointaine, sous forme de simulacre, avec l’énigme policière.

## Vie privée
Il a habité à Londres près de la gare St Pancras, une vaste maison victorienne qui apparaît dans son roman Samedi.
Il demeure actuellement dans le Gloucestershire.
Il est père de deux fils.

## Récompenses et honneurs
- 1976 : lauréat du prix Somerset-Maugham pour First Love, Last Rites (1975)
- 1993 : lauréat du prix Femina étranger pour son roman L'Enfant volé
- 1998 : lauréat du prix Booker pour son court roman Amsterdam ce qui suscite une controverse
- 1999 : lauréat du prix Shakespeare de la Fondation Alfred-Toepfer, de Hambourg
- 2000 : commandeur de l'ordre de l'Empire britannique
- 2008 : nommé le meilleur auteur de l'année par le Reader's Digest
- 2010 : lauréat du prix Jérusalem 2010. Lors de la remise de son prix, l'auteur tient à dénoncer « la colonisation israélienne » et condamner « la confiscation des terres et les expulsions à Jérusalem-Est ».
- 2024 : lauréat du prix Jean-Monnet pour Leçons[3].

Ian McEwan est membre de la Royal Society of Literature, de la Royal Society of Arts et de l'Académie américaine des arts et des sciences.

## Œuvre
Fin 2010, il a vendu plus de 15 millions de livres à travers le monde[réf. nécessaire]. Son roman Dans une coque de noix, paru en France chez Gallimard en avril 2017, atteint 27 000 ventes (source GFK) et L'Intérêt de l'enfant, adapté au cinéma sous le titre My Lady, 86 000.

### Romans
- Le Jardin de ciment (The Cement Garden, 1978), trad. Claire Malroux, Seuil (1980)
- Un bonheur de rencontre / Étrange Séduction (The Comfort of Strangers, 1981), trad. Jean-Pierre Carasso, Seuil (1983) / Points Roman no 448 (1991)
- L'Enfant volé (The Child in Time, 1987, Whibread Novel of the Year Award), trad. Josée Strawson, Gallimard « Du monde entier » (1993, prix Femina étranger 1993)
- L'Innocent (The Innocent or the Special Relationship, 1990), trad. Jean Guiloineau, Seuil (1990)
- Les Chiens noirs (Black Dogs, 1992), trad. Suzanne V. Mayoux, Gallimard « Du monde entier » (1994)
- Délire d'amour (Enduring Love, 1997), trad. Suzanne V. Mayoux, Gallimard « Du monde entier » (1999)
- Amsterdam (Amsterdam, 1998, prix Booker 1998), trad. Suzanne V. Mayoux, Gallimard « Du monde entier » (2001)
- Expiation (Atonement, 2001), trad. Guillemette Belleste, Gallimard « Du monde entier » (2003)
- Samedi (Saturday, 2005) (James Tait Black Memorial Prize), trad. France Camus-Pichon, Gallimard « Du monde entier » (2006)
- Sur la plage de Chesil (On Chesil Beach, 2007), trad. France Camus-Pichon, Gallimard « Du monde entier » (2008)
- Solaire (Solar, 2010), trad. France Camus-Pichon, Gallimard « Du monde entier » (2011). Sur le thème du réchauffement climatique.
- Opération Sweet Tooth (Sweet Tooth, 2012), trad. France Camus-Pichon, Gallimard « Du monde entier » (2014)
- L'Intérêt de l'enfant (The Children Act, 2014), trad. France Camus-Pichon, Gallimard « Du monde entier » (2015)
- Dans une coque de noix (Nutshell, 2016), trad. France Camus-Pichon, Gallimard « Du monde entier » (2017)
- Une machine comme moi (Machines Like Me, 2019), trad. France Camus-Pichon, Gallimard « Du monde entier » (2019)
- Le Cafard (The Cockroach, 2019), trad. France Camus-Pichon, Gallimard (2020)
- Leçons (Lessons, 2022), trad. France Camus-Pichon, Gallimard (2023)

### Recueils de nouvelles
- Premier amour, derniers rites : traduction française de deux recueils de l'auteur, éd. Henri Veyrier “ Off ” (1978)
  - First Love, Last Rites, 1975, prix Somerset Maugham 1976
  - In-Between the Sheets, 1978
- Reprise de Premier amour, dernier rites sous le titre Sous les draps et autres nouvelles, Gallimard « Du monde entier » (1997)
- Psychopolis et autres nouvelles. Paris : Gallimard, coll. "Folio" no 3628, 2001, 132 p.  (ISBN 2-07-042209-7). NB : extrait de Sous les draps et autres nouvelles.
- Mon roman pourpre aux pages parfumées et autres nouvelles. Paris : Gallimard, coll. "Folio 2 €" n°, 01/2019, ** p.  (ISBN 978-2-07-283100-3)

### Recueil de nouvelles pour la jeunesse
- Le Rêveur (The Daydreamer, 1994), trad. Josée Strawson, Gallimard-Jeunesse « Lecture Junior » no 53 (1995)

### Nouvelles
- Géométrie dans l'espace (Solid geometry) / trad. Françoise Cartano, in Galaxies intérieures : une anthologie de science-fiction moderne britannique (Night speculations, 1976), tome I, sous la direction de Maxim Jakubowski. Paris : Denoël, coll. "Présence du Futur" no 224, janvier 1977, p. 167-189.  (ISBN 2-207-30224-5)
- Les Écoliers (in Europe no 768, avril 1993)
- La Langue maternelle (NRF no 570, juin 2004)
- in Être un homme : 75 auteurs réunis / par Colum McCann. Paris : 10-18, coll. "Littérature étrangère" no 5113, septembre 2016.  (ISBN 978-2-264-06576-6)

## Filmographie

### En qualité de scénariste
- 1975 : Jack Flea's Birthday Celebration (TV)
- 1984 : Last Day of Summer (TV)
- 1988 : Soursweet, film britannique réalisé par Mike Newell, avec Sylvia Chang, Danny Dun, Jodi Long
- 1993 : Le Bon Fils (The Good Son), film américain réalisé par Joseph Ruben
- 2017 : My Lady (The Children Act), film britannique réalisé par Richard Eyre, avec Emma Thompson, Stanley Tucci, Jason Watkins.
- 2018 : Sur la plage de Chesil (On Chesil Beach), film américain réalisé par Dominic Cooke, d'après son roman éponyme, avec Saoirse Ronan, Billy Howle et Anne-Marie Duff.

### En qualité d'auteur adapté
- 1983 : Guerre froide (The Ploughman's Lunch), film britannique réalisé par Richard Eyre, avec Jonathan Pryce, Tim Curry, Rosemary Harris
- 1988 : Schmetterlinge, film allemand réalisé par Wolfgang Becker, avec Bertram von Boxberg, Lena Boehncke, Dieter Oberholz
- 1991 : Étrange Séduction (The Comfort of Strangers), film américano-italo-britannique réalisé par Paul Schrader, avec Christopher Walken, Rupert Everett, Natasha Richardson
- 1993 : L'Innocent (The Innocent), film germano-britannique réalisé par John Schlesinger, avec Anthony Hopkins, Isabella Rossellini
- 1993 : Cement Garden (The Cement Garden), film britannique réalisé par Andrew Birkin, avec Andrew Robertson, Charlotte Gainsbourg, d'après le roman Le Jardin de ciment
- 1998 : First Love, Last Rites, film américain réalisé par Jesse Peretz, avec Giovanni Ribisi, Natasha Gregson Wagner, Robert John Burke, d'après la nouvelle Premier amour, derniers rites
- 2004 : Délires d'amour (Enduring Love), film britannique réalisé par Roger Michell, avec Daniel Craig, Samantha Morton, Rhys Ifans.
- 2008 : Reviens-moi (Atonement), film franco--britannique réalisé par Joe Wright, avec Keira Knightley, James McAvoy, Saoirse Ronan, d'après le roman Expiation.
- 2017 : My Lady (The Children Act), film britannique réalisé par Richard Eyre, avec Emma Thompson, Stanley Tucci et Fionn Whitehead, d'après le roman L'Intérêt de l'enfant.